# Clavatula diadema
Clavatula diadema é uma espécie de gastrópodes do gênero Clavatula, pertencente a família Clavatulidae.